# Simataniari (Pahae Julu)
Simataniari is een bestuurslaag in het regentschap Tapanuli Utara van de provincie Noord-Sumatra, Indonesië. Simataniari telt 446 inwoners (volkstelling 2010).